# Estey (entreprise)
Pour la partie d'un ruisseau, voir Estey
Estey est un constructeur américain d'instruments de musique fondé en 1846 à Brattleboro, dans le Vermont, aux États-Unis.

## Historique

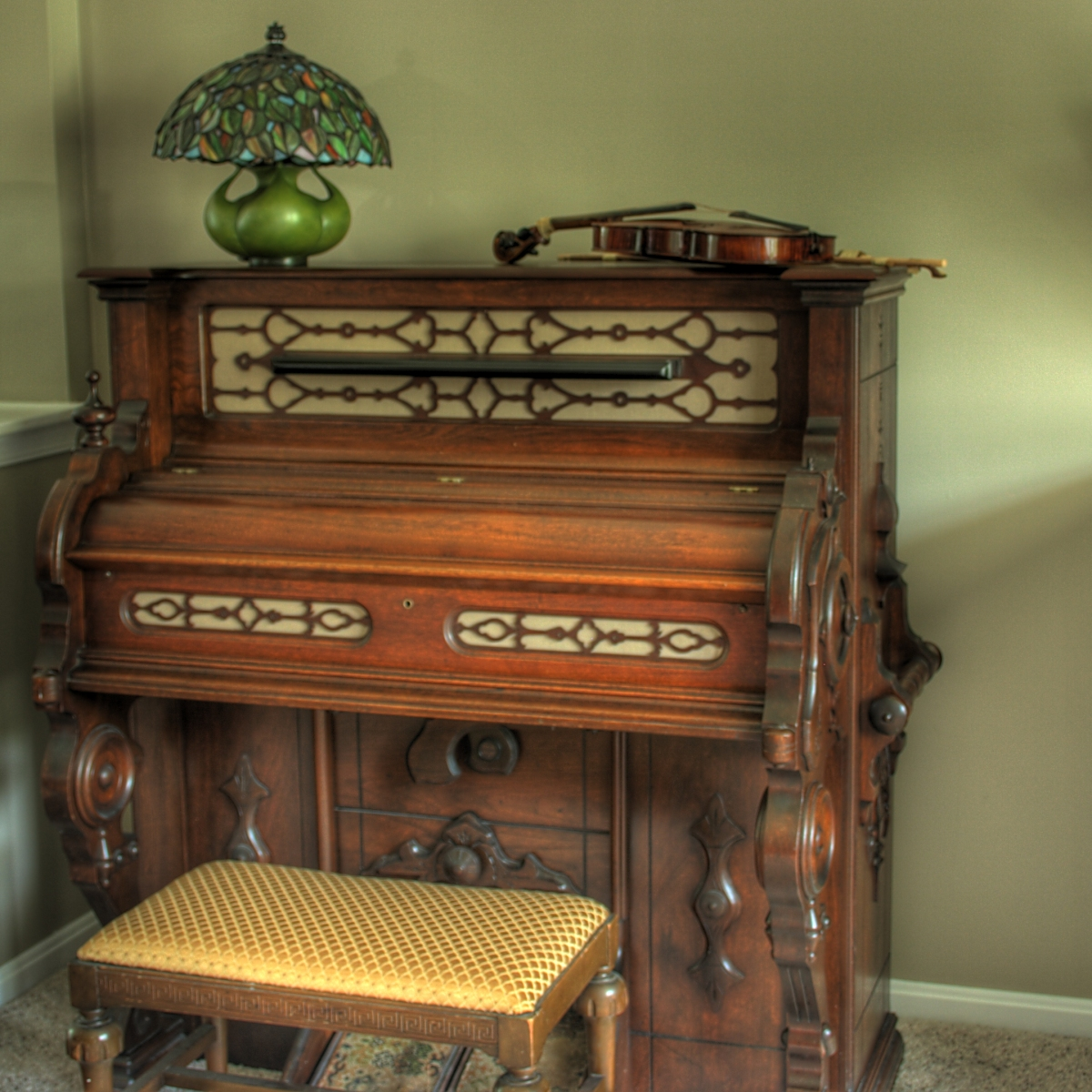
Harmonium Estey

Fondée en 1846 par Jacob Estey, l'entreprise produit et vend plus de 500 000 harmoniums pendant plus d'un demi-siècle.
En 1869, elle ouvre une filiale spécialisée dans la conception de pianos.
En 1901, elle se reconvertit dans les grandes orgues, et devient l'un des principaux facteurs d'orgues américains en construisant 3 261 grandes orgues avec le concours de William Haskell, formé dans l'entreprise des frères Roosevelt,.
Dans les années 1950, Estey se lance dans les orgues électroniques avec Harald Bode qui a mis au point le synthétiseur Multimonica pour le constructeur Hohner quelques années auparavant, et qui devient le vice-président de l'entreprise.
L'entreprise fait faillite en 1960. Elle est rachetée en 1989 par Fletcher Music Centers.

## Produits

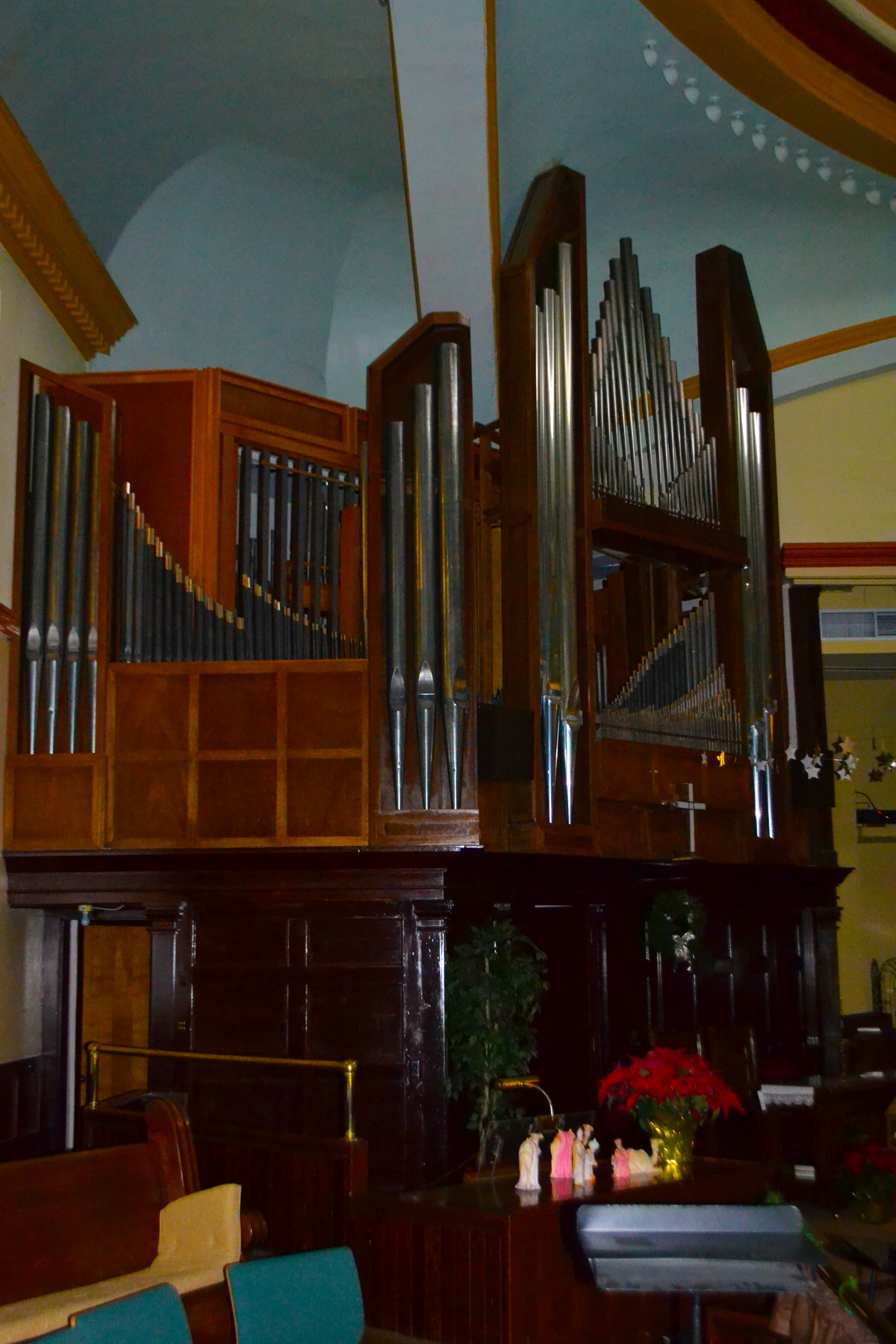
Grandes orgues Estey

Estey conçoit et produit des harmoniums, des orgues, des pianos et des orgues électroniques.